# Национальный день ВИЧ-тестирования в США
Национальный день ВИЧ-тестирования в США (англ. National HIV Testing Day) — праздник в США, отмечаемый 27 июня.
Основан по инициативе «Национальной ассоциации людей, живущих со СПИДом» (англ. National Association of People with AIDS) в 1995 году с целью прорекламировать тестирование на ВИЧ, позволить людям узнать свой ВИЧ-статус, получить информацию о помощи для ВИЧ-положительных людей и уменьшить их стигматизацию. Одной из причин создания Дня была низкая информированность о собственном ВИЧ-статусе у носителей вируса.
Праздник проходит при поддержке CDC и других организаций; для каждого года организаторы выбирают собственную тему и стараются подготовить площадки для бесплатного ВИЧ-тестирования, мероприятия проходят в течение недели. CDC также организует информационную поддержку мероприятий и предоставляет бесплатные встречи с консультантами.
По оценке CDC во время кампаний 1995—1998 годов было сделано на 4300 тестов больше и выявлено на 57 ВИЧ-положительных людей больше, чем в предыдущую неделю; к аналогичному выводу пришло исследование, выполненное Городским отделом по борьбе с инфекционными болезнями Флориды. Исследование 2010 года также подтвердило положительный эффект Национального дня ВИЧ-тестирования: в неделю его проведения было сделано на 15 тысяч тестов больше, чем в предыдущую и следующую недели, причём наибольший рост показало тестирование среди людей старше 50, а также среди чернокожих. 